# مجرم موقعیتی
در جرم‌شناسی از اصطلاح مجرم موقعیتی به چند معنی استفاده می‌شود که مخرج مشترک آن‌ها ویژگی غیرمعمول بودن بزه مورد نظر برای شخص طبق برخی معیارها است.

## جرم‌شناسی عمومی
در پژوهش کلاسیک مارتین آر. هاسکل و لوئیس یابلسونکی به نام «جرم‌شناسی - جرم و جنایت (۱۹۷۴)» یک بزه‌کار موقعیتی، خلاف یک مجرم حرفه‌ای، شخصی است که تحت شرایط ویژه‌ای مرتکب جرمی شده‌است؛ اما معمولاً تمایلی به ارتکاب جرم ندارد و بعید است که جرم مرتکب شده را دوباره تکرار کند.

## جرایم جنسی
طبق تعریف  جرم جنسی، مجرم جنسی موقعیتی شخصی است که جرم او با رفتار جنسی موقعیتی مرتبط باشد؛ به این یعنی که رفتار جنسی مجرمانه شخص متفاوت از عادات جنسی معمول فرد سر زده باشد. این اصطلاح در تضاد با مجرم ترجیحی است که جرم او با رفتار ترجیحی شخص همراه است. به عنوان مثال، یک کودک آزار ترجیحی به‌طور انحصاری با کودکان درگیر است؛ در حالی که موارد موقعیتی معمولاً در  گروه همانندان خود رفتار جنسی دارند.